# Бейер, Евгений Ильич фон
Евгений Ильич фон Бейер (? — 1899/1900, Харьков, Российская империя) — учёный-математик, действительный статский советник, заслуженный профессор Харьковского университета.

## Биография
Родился в Вологде. В 1845 году окончил с золотой медалью Главный педагогический институт в Петербурге и уехал за границу. По возвращении работал в Харьковском университете (с 1858 года — профессор, с 1868 года — заслуженный профессор).
В 1842—1843 годах совершенствовался в математике под руководством академика М. В. Остроградского.
Был первым председателем Харьковского математического общества. Основные труды относятся к математическому анализу и его приложениям.
Умер 27 декабря 1899 (8 января 1900) года в Харькове. Похоронен на Усекновенском кладбище в Харькове.